# Cheer Chen
Chen Chi Chen (chino simplificado: 陈绮贞, chino tradicional: 陳綺貞, pinyin: Chén Qǐzhēn, japonés: チェン チーチェン; Wade-Giles: Ch'en2 Ch'i3 Chen1, también conocida como Cheer Chen, nacida el 6 de junio de 1975 en Taipéi), es una popular guitarrista y pianista taiwanesa. Su trabajo anterior está orientado a gente, generalmente con ayuda de acompañamiento de guitarra acústica, pero gran parte de su música más reciente es más al género o estilo rock-based. Sus canciones son sencillas y melódicas, y tiene una voz pura. Siempre actúa con su guitarra acústica Gibson Hummingbird.

## Discografía

### Álbumes
1. Let Me Think 讓我想一想 (1 de agosto de 1998)
2. Still be Lonely 還是會寂寞 (Abril de 2000)
3. Groupies 吉他手 (2 de agosto de 2002)
4. Peripeteia 華麗的冒險 (Octubre de 2005)
5. Cheer Chen's POSES Live DVD + 2 CD 花的姿態演唱會經典實錄 (Mayo de 2007)
6. Cheer Looks DVD
7. Immortal 太陽 (23 de enero de 2009)

### Demo
1. Demo 3 (November 2001)

### EP
1. Demo No.1 (September 1997)
2. Track 1/Sentimental Kills (November 2003)
3. Track 2/Meaning of Travel 旅行的意義 (March 2004)
4. Track 3/After 17 (December 2004)
5. Track 4/Pussy (February 2007) Archivado el 4 de enero de 2009 en Wayback Machine.

### Colección de álbumes
1. Cheer (March 2005)